# MAGIQLIP
MAGIQLIP（マジクリップ）は、株式会社レーベルゲートが開発したWindows用音楽管理・再生ソフトウェアである。SonicStageよりも音楽配信サイトでの使用に重点を置いたソフトであったが、多数の音楽ファイルの管理には不向きであったため、現在は音楽配信サイトを利用できるように改良されたSonicStageに移行した。

## MAGIQLIP
レーベルゲート方式で配信していた音楽配信サイト（bitmusicなど）が、2002年にレーベルゲートMQ方式に移行したのに合わせ、リリースされた。2003年から発売されたレーベルゲートCDの取り込みにも対応。現在は初代レーベルゲートCDから入手できる。

## MAGIQLIP2
2003年に登場した。同年10月8日からは旧バージョンのMAGIQLIPでの曲の購入は不可能となり、レーベルゲートCD2の取り込みにも対応したが、旧バージョンのレーベルゲートCDの取り込みには対応していない。なお、旧バージョンのMAGIQLIPで購入した曲は、MAGIQLIP2に引き継ぐことができる。
2008年4月30日を以てダウンロード・サポートを終了した。最終バージョンは1.0.07であった。